# Federico Delbonis
Federico Delbonis (Azul, Argentina, 5. listopada 1990.) je argentinski tenisač i član nacionalne Davis Cup reprezentacije. Na ATP Touru se natječe od 2007. Svoj najbolji plasman karijere ostvario je 9. svibnja 2016. kada je bio 33. tenisač svijeta.

## Karijera

### Teniska karijera
Delbonis se 2013. godine kvalificirao na njemački German Open u Hamburgu. Ondje je iznenađujuće pobjeđivao Robreda, Tursunova i Verdasca dok je u polufinalu slavio protiv Rogera Federera sa 7-6, 7-6. Ipak, u finalnom dvoboju, bolji od njega bio je Fabio Fognini. Talijanu je to bio drugi osvojeni turnir u svega tjedan dana, nakon trijumfa u Stuttgartu. Sam Delbonis kao senzacija turnira dobio je prvi set, dok je u drugom vodio 4-1 i imao tri meč lopte u tie-breaku, međutim, u konačnici je ispustio pobjedu.
Tenisač je početkom ožujka 2014. u São Paulu osvojio svoj prvi ATP turnir. Ondje je bio bolji od Paola Lorenzija a to je ujedno bio i njihov prvi međusobni ogled. Do kraja godine, Delbonis je igrao svoje treće finale u Nici gdje ga je u malo više od sat i pol igre pobijedio Latvijac Gulbis.
Na Australian Openu igranom 2016. godine stigao je do trećeg kola što mu je ujedno najbolji rezultat na Grand Slam turnirima uopće. Veliko iznenađenje priredio je i na Indian Wellsu gdje je pobijedio Andyja Murrayja. Tamo je treći set otišao u tie-break a u njemu su viđena čak četiri breaka, po dva s obje strane. Murray je u tie-breaku poveo 2-0, a onda se suočio s Delbonisovom serijom od 7-1 te gubitkom meča.
Kao četvrti nositelj nastupio je na turniru u Marakešu. Mladi hrvatski tenisač Borna Ćorić nije uspio svladati argentinskog protivnika koji je slavio sa 6-2, 6-4 nakon sat i pol igre.

### Reprezentativna karijera
Kao član argentinske teniske reprezentacije, Debonis je s nacionalnom selekcijom 2016. osvojio Davis Cup, pobijedivši u Zagrebu na gostovanju Hrvatsku. Upravo je Delbonis bio ključan tenisač koji je u petom i odlučujućem dvoboju pobijedio Ivu Karlovića i time svojoj domovini donio povijesni naslov pobjednika Davis Cupa.

### Privatni život
Delbonis je počeo trenirati tenis u dobi od sedam godina. Teniski uzori iz djetinjstva bili su mu sunarodnjak Guillermo Vilas te Björn Borg. Najdraže podloge su mu zemlja i dvoranski beton a najdraži turnir Roland Garros.
Osim u rodnom Azulu, Federico trenira i u Barceloni.

## ATP finali

### Pojedinačno (2:2)
| Ishod   | Datum             | Turnir            | Podloga          | Protivnik      | Rezultat            |
| ------- | ----------------- | ----------------- | ---------------- | -------------- | ------------------- |
| Poraz   | 21. srpnja 2013.  | Hamburg, Njemačka | zemlja           | Fabio Fognini  | 6–4, 6–7(8–10), 2–6 |
| Pobjeda | 2. ožujka 2014.   | São Paulo, Brazil | zemlja (dvorana) | Paolo Lorenzi  | 4–6, 6–3, 6–4       |
| Poraz   | 24. svibnja 2014. | Nica, Francuska   | zemlja           | Ernests Gulbis | 1–6, 6–7(5–7)       |
| Pobjeda | 10. travnja 2016. | Marakeš, Maroko   | zemlja           | Borna Ćorić    | 6–2, 6–4            |

### Davis Cup (1:0)
| Ishod   | Datum                                   | Turnir                      | Podloga         | Suigrači                                         | Protivnici                                        | Skor |
| ------- | --------------------------------------- | --------------------------- | --------------- | ------------------------------------------------ | ------------------------------------------------- | ---- |
| Pobjeda | 25. studenog 2016. - 27. studenog 2016. | Davis Cup, Zagreb, Hrvatska | beton (dvorana) | Juan Martín del Potro Leonardo Mayer Guido Pella | Marin Čilić Ivo Karlović Ivan Dodig Franko Škugor | 3–2  |

## Vanjske poveznice
- Profil tenisača na ATP World Tour.com